# Dovbuș (film)
Dovbuș (în ucraineană Довбуш) este un film istoric de aventuri ucrainean regizat de Oles Sanin⁠(d) și inspirat din viața lui Oleksa Dovbuș, cel mai faimos dintre conducătorii insurgenților ucraineni (oprîșkî⁠(d)) din Munții Carpați. Rolurile principale au fost interpretate de actorii Serhii Strelnîkov⁠(d) (Oleksa Dovbuș), Oleksii Hnatkovskîi⁠(d) (Ivan Dovbuș) și Daria Plahtii⁠(d) (Maricika).
Istoria reprezentărilor cinematografice ale haiducului Oleksa Dovbuș include filmul Haiducul de pe Ceremuș (1960), regizat de Viktor Ivanov⁠(d) și cu Afanasi Kocetkov⁠(d) în rolul principal, și filmul Legenda Carpaților (2018), regizat de Serhii Skobun⁠(d) și cu Valerii Harcîșîn⁠(d) în rolul eroului. Filmul Dovbuș este, prin urmare, cea de-a treia încercare cinematografică de reprezentare a haiducului Oleksa Dovbuș.
Acțiunea filmului are loc în prima jumătate a secolului al XVIII-lea în regiunea nordică a Munților Carpați de pe teritoriul Ucrainei Subcarpatice, care era stăpânit în acea vreme de Uniunea statală polono-lituaniană. Stăpânirea brutală a regiunii de către nobilimea poloneză (Szlachta) îi obligă pe țăranii huțuli să se refugieze în munți. Doi frați, Ivan și Oleksa, se răzvrătesc împotriva stăpânirii și devin haiduci (oprîșkî⁠(d)). Încercând să răzbune moartea părinților lor, cei doi frați devin adversari deoarece primul este interesat doar de bani, iar al doilea vrea să-i elibereze pe compatrioții săi de sub stăpânirea nobililor polonezi. Huțulii declanșează o răscoală sub conducerea lui Oleksa Dovbuș, pe care nobilii încearcă să o înăbușe cu brutalitate.
Filmul a avut un buget de 120 de milioane de grivne (cu o participare a statului de 65 de milioane de grivne) și este considerat, prin urmare, unul dintre cele mai scumpe filme ucrainene produse până la acea vreme. Efortul logistic imens a făcut ca Dovbuș să fie considerat în perioada realizării sale drept cel mai mare film ucrainean din punct de vedere al numărului de personal implicat (actori, cascadori, personal tehnic, constructori de decoruri, confecționeri de costume, pirotehnicieni, specialiști în efecte speciale) și al numărului de locuri de filmare. Filmările au fost întrerupte mai întâi din motive tehnice și apoi din cauza restricțiilor și carantinei impuse ca urmare a pandemiei de COVID-19. Premiera pe scară largă a filmului a avut loc în ziua de 24 august 2023, cu ocazia sărbătoririi Zilei Independenței Ucrainei, lansarea programată inițial în mai 2022 a fost anulată din cauza Invaziei Rusiei în Ucraina.
Interesul publicului ucrainean pentru acest film a fost foarte ridicat, iar în primele patru săptămâni de la premieră au fost vândute 304.318 bilete și au fost obținute încasări impresionante în valoare de 43.141.437 de grivne (aprox. 1,2 milioane de dolari). Dovbuș a devenit rapid filmul ucrainean live action cu cele mai mari încasări la box office din anul 2023 și al doilea film ucrainean live action cu cele mai mari încasări din perioada independenței Ucrainei, fiind vândute 462.551 de bilete de intrare la proiecțiile sale din Ucraina până la 31 octombrie 2023 și aducând încasări în valoare de 65.220.222 de grivne, adică de aproape 2 milioane de dolari.
Filmul lui Oles Sanin a obținut nominalizări la 13 premii ale Academiei Ucrainene de Film (Dzîga de aur) și a câștigat șase dintre ele: premiul cel mai bun actor într-un rol secundar (Oleksii Hnatkovskîi), premiul pentru cea mai bună imagine	(Serhii Mîhalciuk), premiul pentru cea mai bună scenografie	(Oleksandra Drobot și Iuri Hrîhorovîci), premiul pentru cele mai bune costume (Hala Otenko și Mariia Kero), premiul pentru cel mai bun machiaj (Irîna Solodavska) și premiul pentru cea mai bună muzică (Alla Zahaikevîci și Oleksandr Ciornîi).

## Rezumat

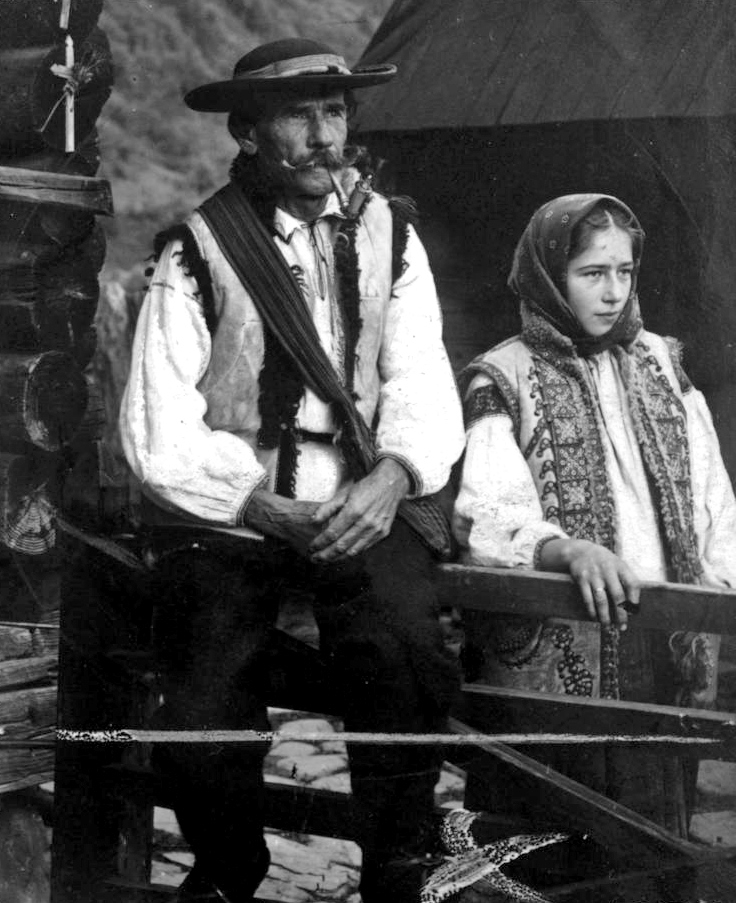
Huțuli din perioada interbelică (raionul Verhovîna, 1933).

Haiducul huțul Oleksa Dovbuș promite spectatorilor să spună o poveste adevărată despre el însuși și nu o legendă despre un luptător răzbunător din vârful munților, care-i jefuia pe cei bogați și îi ajuta cu bani pe cei săraci, sau despre un războinic care călătorea în zbor de la un munte la altul și avea ochi ce scânteiau fulgere. După moartea regelui August al II-lea în 1733, Franța, Spania, Austria și Rusia încearcă să-și impună propriul favorit pe tronul Poloniei și izbucnește astfel Războiul pentru succesiunea poloneză, un conflict militar brutal și sângeros care se întinde pe parcursul a cinci ani (1733–1738). Armata Imperială Rusă încercuiește trupele poloneze ale marelui hatman Józef Potocki⁠(d) și asediază orașul-port Gdańsk. Pentru a sparge încercuirea și a ridica asediul, hatmanul Potocki trimite o unitate formată din husari de elită și militari recrutați din regiunea nordică a Munților Carpați pentru a ataca fortul de artilerie Hagelsberg și promite că, în caz de reușită, îi va elibera pe recruții supraviețuitori. Oleksa Dovbuș servește în Armata Poloneză, unde fusese încorporat forțat în ziua nunții cu iubita sa, Maricika. Motivat de promisiunea hatmanului, Oleksa săvârșește fapte de vitejie în lupta împotriva rușilor, salvează viața ofițerului Przeluski și reușește să înalțe steagul polonez pe turnul fortului. Cu toate acestea, ofițerul polonez își însușește toată gloria victoriei și, ca atare, este avansat la gradul de căpitan și numit comandant al unităților militare poloneze de la granița cu Rusia. El nu-și ține cuvântul dat și-i ordonă aghiotantului său „Șram” („Cicatrice”) să-l aresteze și să-l arunce în închisoare pe Oleksa.
Familia Dovbuș este anunțată că Oleksa a murit în război, iar tatăl său ridică pe munte, la sfatul preotului, o cruce de piatră în amintirea fiului său. Din disperare, fratele său, Ivan, se refugiază în munți și devine căpetenia unei cete de haiduci, iar, după un timp, iubita lui Oleksa, Maricika, se căsătorește cu un țăran huțul bătrân și înstărit pe nume Ștefan Dzvinciuk. Căpitanul Przeluski devine în acest timp amantul marii prințese Teofilia Jablonowska (proprietara pământurilor Galiției) și este avansat, cu ajutorul ei, la gradul de colonel (polcovnic). Contele Dengoff, reprezentantul intereselor rusești în Polonia, îi propune prințesei Jablonowska să-și cedeze pământurile Imperiului Rus în schimbul unei sume de bani cu care să angajeze o armată de mercenari, să-l răstoarne de la putere pe marele hatman Potocki și să devină regina Poloniei.
Oleksa nu a murit însă și, după trei ani de închisoare, reușește să evadeze și se îndreaptă apoi spre locurile natale. Poposește pe drum într-o grotă din Munții Carpați și își amintește cum, în vremea copilăriei, întâlnise acolo împreună cu fratele său, Ivan, un răzvrătit⁠(d) rănit pe nume Ivan Sabat, care se ascundea printre stânci. Răzvrătitul l-a inspirat pe Oleksa să devină haiduc și i-a dăruit un baltag cu puteri magice, care-l ferea de moarte pe posesorul ei. Oleksa găsește acel baltag în grotă și, continuându-și drumul spre casă, îl cunoaște pe rabinul evreu Baal Șem Tov („Beșt”), care-i indică direcția pe care trebuie să o urmeze. Ajunge la o stână, unde stă un timp până se înzdrăvenește, și află acolo că fratele său, Ivan, și ceata sa de haiduci erau hăituiți de unitatea de panduri (smoleakî) a colonelului Przeluski și că părinții săi au fost uciși pentru că nu au vrut să dezvăluie locul ascunzătorii lui Ivan. Vrând să-și vadă părinții pentru ultima dată și să se răzbune pe ucigașii lor, Oleksa pornește către satul natal, îl reîntâlnește pe Ivan și se alătură cetei de haiduci conduse de acesta. În cursul unui jaf, haiducii nu găsesc bani în cufărul unui negustor, ci contracte de datorie, iar Oleksa dă foc acelor documente spre satisfacția țăranilor și este împușcat de negustor, dar supraviețuiește în mod miraculos după ce baltagul ascuns sub haine deviază glonțul. Un conflict se iscă între cei doi frați cu privire la scopul jafurilor: în timp ce Ivan era interesat să obțină cât mai mulți bani, Oleksa încearcă să-l convingă că haiducii nu ar trebui să jefuiască oamenii în propriul lor beneficiu, ci pentru a returna populației banii furați de ocupanți. Maricika îl caută mai târziu pe Oleksa și îi spune că ea este soția lui legitimă, pentru că se căsătoriseră mai demult.
O incursiune a pandurilor în regiunea montană în care se ascundeau haiducii riscă să se termine tragic, dar Oleksa reușește să-i abată pe urmăritori într-o altă direcție și cade într-un râu de munte în timpul retragerii, fiind salvat de Baal Șem Tov. Membrii cetei cred că fie a murit, fie a fost capturat de pandurii lui Przeluski, iar supraviețuirea sa miraculoasă dă naștere unor zvonuri cu privire la invulnerabilitatea lui. Un haiduc povestește celorlalți că Oleksa a fost lovit de fulger în copilărie, dar a supraviețuit pentru că pământul natal i-a dat putere. Haiducii află în perioada următoare despre sosirea iminentă a unei carete ce transporta o cantitate mare de monede de aur pentru prințesa Jablonowska și organizează o ambuscadă, în urma căreia reușesc să fure cufărul cu bani. Oleksa propune ca banii să fie folosiți pentru adunarea unei armate care să-i elibereze pe compatrioții lor, dar Ivan, care-i disprețuiește pe oamenii simpli, respinge acest plan, vrând ca banii să fie împărțiți și să fugă peste hotare cu partea sa din pradă. Conflictul se acutizează, iar Oleksa îl alungă pe Ivan și preia conducerea cetei. Ivan se refugiază în Țările Române și este jefuit acolo.

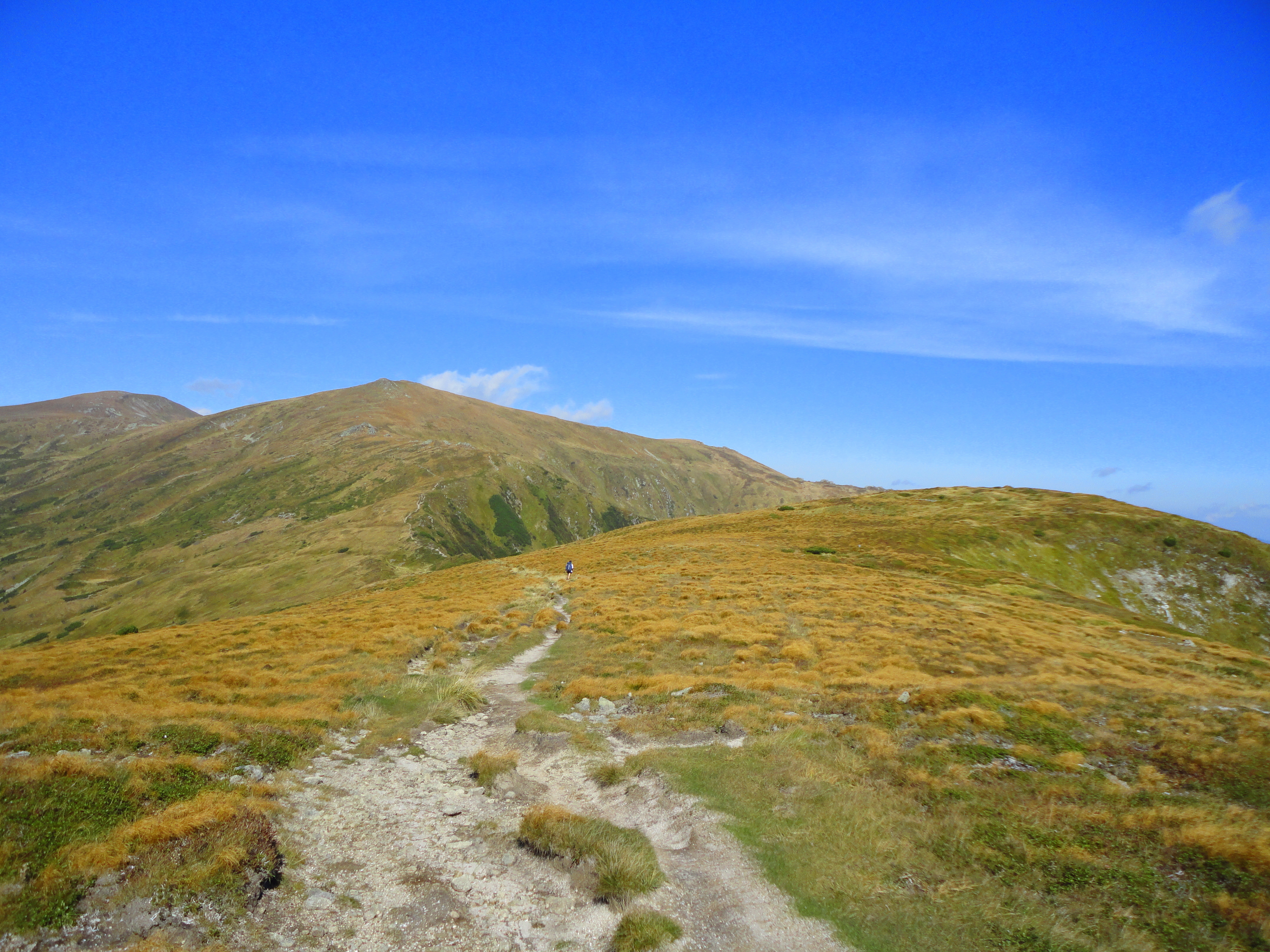
Lanțul muntos Ciornohora

Haiducii cumpără arme, devin tot mai numeroși și declanșează o răscoală sub conducerea lui Oleksa, iar prințesa Jablonowska pune o recompensă de 100 de zloți pe capul fraților Dovbuș pentru a-i determina pe țăranii huțuli să-i trădeze. Ca urmare a faptului că acest plan nu are efect, „Șram”, aghiotantul colonelului Przeluski, se deghizează în haiduc și, pretinzând că este Ivan Dovbuș, jefuiește caravane de negustori și dă foc bisericilor ortodoxe. Confruntat cu nemulțumirea în creștere a propriilor compatrioți, Oleksa îl urmărește pe „Șram” și îl ucide într-un duel cu pumnalele. În acest timp, Ștefan Dzvinciuk o aude din întâmplare pe Maricika povestind că s-a întâlnit cu Oleksa și apelează la un ucigaș plătit pentru a-l prinde în ambuscadă. Evoluția evenimentelor îl determină pe colonelul Przeluski să ceară ajutorul hatmanului Potocki, iar contele Denghof o anunță pe prințesa Jablonowska că țarina Ecaterina a II-a este dezamăgită de acțiunile ei și o privează de drepturile ei asupra pământurilor.
Oastea hatmanului Potocki sosește în regiune și, după o luptă cu haiducii, pactizează cu ceata lui Oleksa Dovbuș. Răzvrătiții pătrund deghizați în curtea castelului nobiliar, pretinzând că îl aduc legat pe Dovbuș, și acolo izbucnește o luptă grea care se termină cu victoria haiducilor. Castelul este ocupat, iar Oleksa îl ucide în duel pe colonelul Przeluski, fostul său comandant. În noaptea următoare, Oleksa merge să o ia cu el pe Maricika, dar, în timp ce Dzvinciuk se pregătea să-l împuște, apare acolo Ivan și își acuză fratele că i-a luat ceata. Frații se împușcă unul pe altul în timp ce militarii polonezi se apropie. Haiducii îl duc în munți pe Oleksa, care fusese doar rănit, și lasă în urmă trupul lui Ivan, care murise. Pentru a-i salva viața iubitului ei, Maricika le spune militarilor polonezi că Dzvinciuk l-a ucis pe Oleksa și le arată cadavrul lui Ivan. Ca urmare, Dzvinciuk primește recompensa de 300 de zloți de aur pentru prinderea lui Dovbuș și este scutit pe viață de plata birurilor. Hatmanul Potocki o acuză pe prințesa Jablonowska de înaltă trădare și încercarea de a lua puterea și o condamnă la confiscarea întregii averi și închiderea într-o mănăstire pentru tot restul vieții. Oleksa își încheie povestea spunând că a reușit să înșele moartea. Autoritățile poloneze îl consideră mort, în timp ce el continuă să trăiască liber în munți, iar faptele sale de arme dau naștere unei legende care a inspirat generații întregi de compatrioți.

## Distribuție

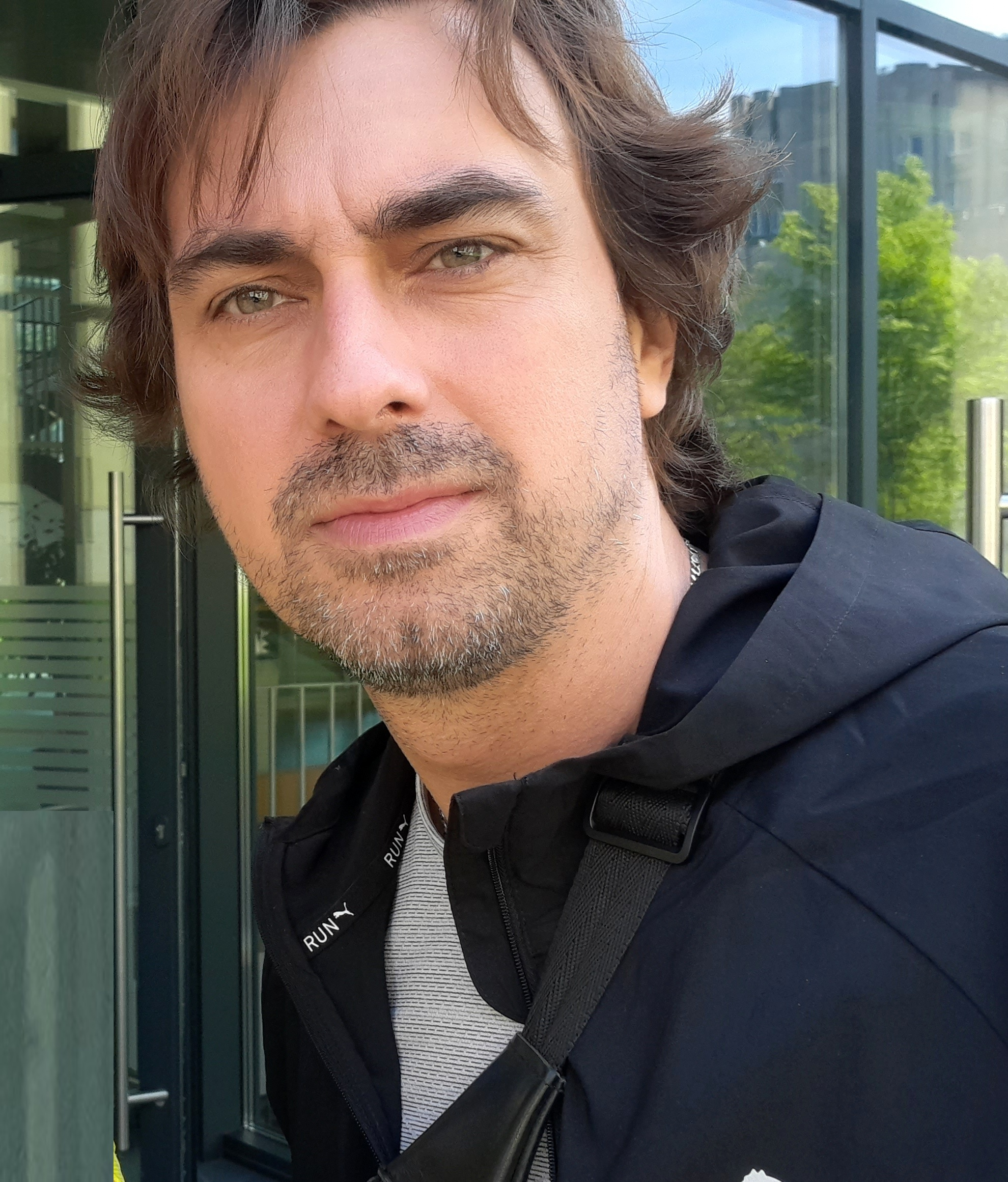
Actorul Oleksii Hnatkovskîi (interpretul lui Ivan Dovbuș), 2024

- Serhii Strelnîkov⁠(d) — Oleksa Dovbuș, haiduc huțul[3][4][5][6][12][32]
- Oleksii Hnatkovskîi⁠(d) — Ivan Dovbuș, haiduc huțul, fratele lui Oleksa[4][5][6][12][32]
- Daria Plahtii⁠(d) — Maricika, logodnica lui Oleksa și soția lui Dzvinciuk[3][4][5][6][12][32]
- Mateusz Kościukiewicz⁠(d) — colonelul Przeluski, comandantul unei unități militare poloneze[5][6][12][32][33]
- Agata Buzek⁠(d) — Teofilia Jablonowska (n. Jasinowska), mare prințesă a Coroanei Poloneze[5][6][12][32][33]
- Oleksandr Mavriț — Ștefan Dzvinciuk, țăran huțul, soțul Maricikăi[32][34][35][36]
- Rostîslav Derjîpilskîi⁠(d) — „Pravîțea” („Mână dreaptă”), haiduc huțul, sfetnicul lui Ivan Dovbuș[4][12][32][34][37]
- Roman Iasinovskîi⁠(d) — Adam „Polonezul”, haiduc huțul[6][12][32][34]
- Dmîtro Vivceariuk⁠(d) — Zabo, haiduc huțul[6][12][32][34]
- Oleh Șulha⁠(d) — „Streleț” („Țintașul”), haiduc huțul[32][34][35][38]
- Petro Jîrun — Petro, haiduc huțul[6][12][32][34][35]
- Ivan Jîrun — Pavlo, haiduc huțul[6][12][34][35]
- Oleksandr Șemciuk — Ojîga, haiduc huțul[35]
- Jerzy Schejbal⁠(d) — Józef Potocki⁠(d), voievod de Stanisławów și mare hatman al Coroanei Poloniei⁠(d)[32][34][35][38][39]
- Volodîmîr Beleaev — Șram („Cicatrice”), militar polonez, omul de încredere al lui Przeluski[32][35]
- Luzer Twersky⁠(d) — Baal Șem Tov („Beșt”), rabin și conducător comunitar evreu[3][32][40][41]
- Oleh Mosiiciuk — Vasîl Dovbuș, tatăl fraților Oleksa și Ivan[35]
- Natalia Korpan — mama fraților Dovbuș[35][42]
- Oleh Draci⁠(d) — contele Dengoff, reprezentantul intereselor rusești în Polonia[32][34][35][38]
- Așot Arușanov — Vartan, pustnicul din vârful munților[32][35]
- Vladîslav Paradiuk — Oleksa la 10 ani
- Roman Kulakov — Ivan la 9 ani
- Olivia Belova — Maricika la 9 ani
- Oleh Iurcîșîn — căpitanul Matîaș[35]
- Oleksandr Iarema — negustorul de sare[35][42]
- Vîktor Baranovskîi — comandantul pandurilor (smoleakî)[35]
- Iakiv Tkacenko⁠(d) — Ivan Sabat, haiducul huțul care-i dăruiește baltagul lui Oleksa[32][35][43]
- Ivan Danilin — Foia[35]
- Anatolî Țîmbal — crainicul 1[35]
- Roman Martîn — crainicul 2[35]
- Denîs Tîluha — Ivan la 4 ani
- Andrîi Tîluha — Oleksa la 5 ani
- Lev Skop⁠(d) — preotul ortodox din satul lui Dovbuș[44][45]
- Bohdan Romaniuk — fiul negustorului de sare
- Artem Milevskîi — hangiul din Cetatea de Graniță a Țării Românești[32][35][46]
- Artem Fedețkîi — haiduc huțul[35][46]
- Vitalii Markiv⁠(d) — un vizitator italian al tavernei românești[44]
- Fedir Balandin — dl Kaniovsky
- Irîna Sanina — dna Kaniovska[35]
- Volodîmîr Lavrenciuk — marchizul[35]
- Andrii Rizol — nobil polonez[35]
- Petro Cîciuk — vecinul[35]
- Dmîtro Mazureak — trâmbițașul 1
- Tîmofîi Muzîciuk — trâmbițașul 2[35]
- Pavlo Dovhan-Levîțkîi — polițistul satului[35]
- Dmîtro Kugenko — vizitatorul străin
- Oleksandr Malî — birtașul de la taverna românească „La răscrucea porumbelului”
- Adrian Capalb — vizitatorul român (menționat Andrian Kapalb)
- Ievhen Matviienko — filozoful
- Katerîna Pavlenko⁠(d) — vrăcița (molfara⁠(d)) din Carpați[25][32][35][44][47]
- Mîkola Keîvan — huțul 1
- Ostap Dziadek — huțul 2[35]
- Oleh Arseenko — huțul 3
- Ivan Doskici — pandurul 1[35]
- Serghei Șadrin — pandurul 2[35]
- Ivan Gubanov — căpitanul oștii poloneze[35]
- Erik Asîatrîan — fiul lui Vartan
- Mîkola Eismont — haiduc huțul[35]
- Stanislav Babjenko — gardianul caleștii 1[35]
- Oleksandr Paniciuk — gardianul caleștii 2[35]
- Taras Doroțkîi — cântărețul orb la torban (nemenționat)[48]

### Popularitatea haiducului

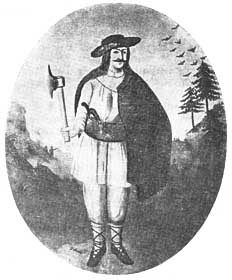
Portret vechi al haiducului Oleksa Dovbuș

### Reprezentări cinematografice anterioare

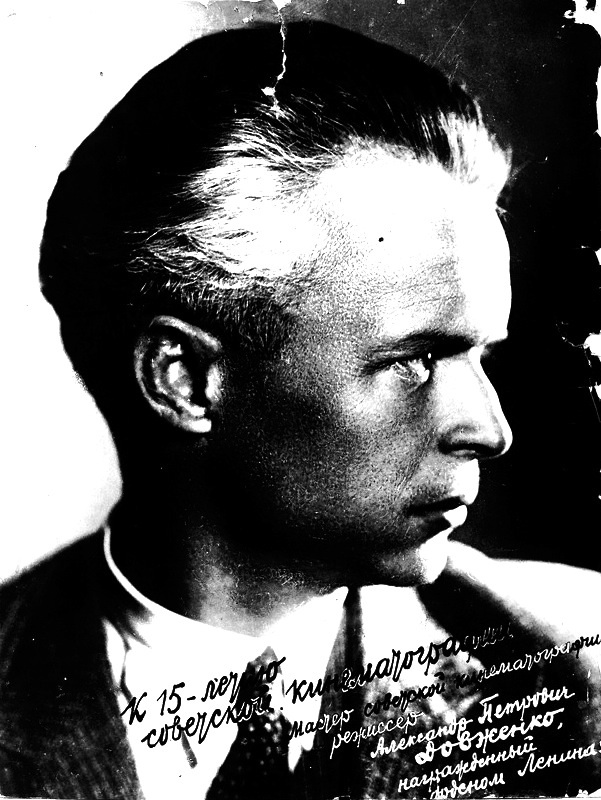
Regizorul ucrainean Oleksandr Dovjenko (1894–1956), autorul inițiativei primului film despre Dovbuș

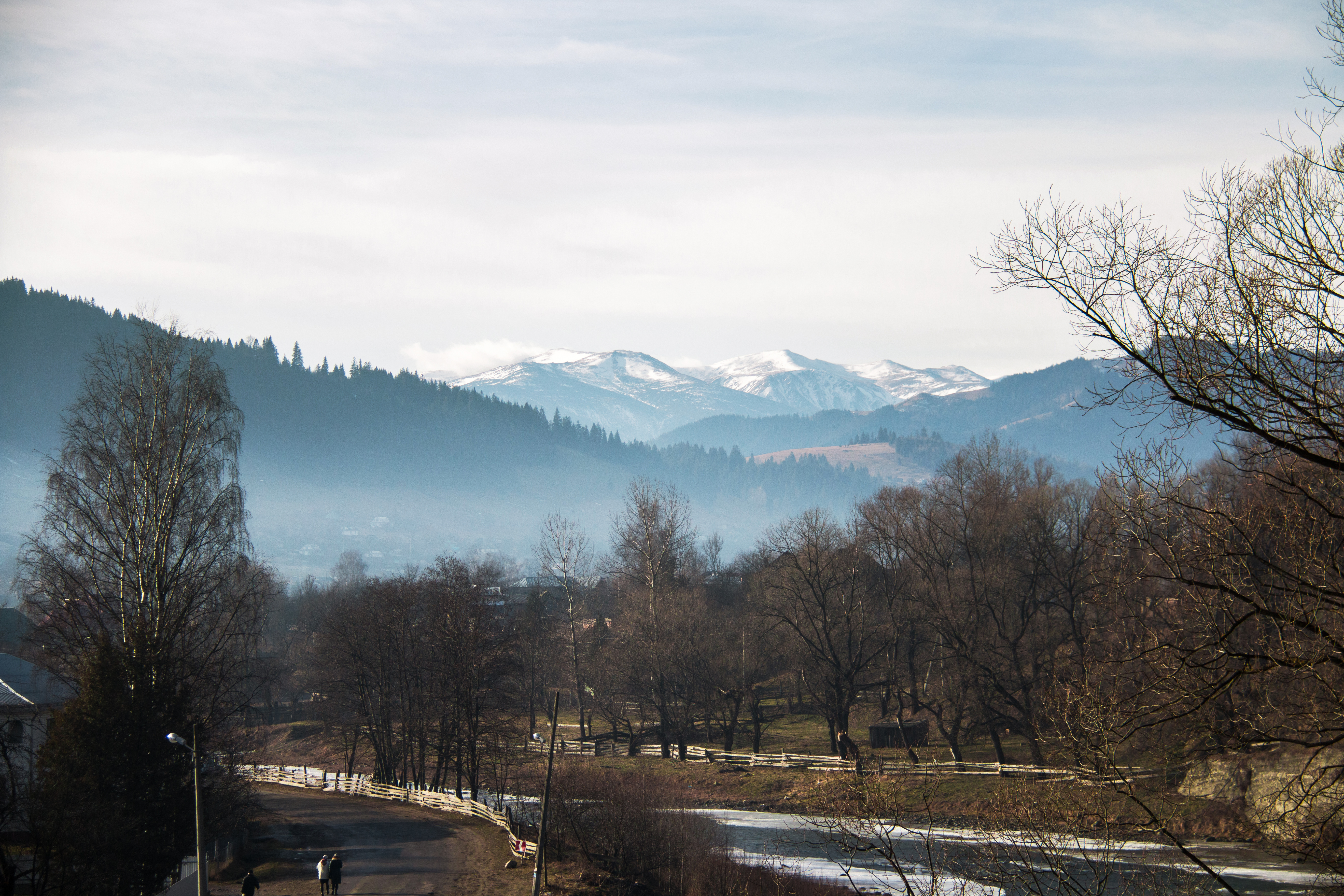
Munții Carpați la Verhovîna

### Scenariu

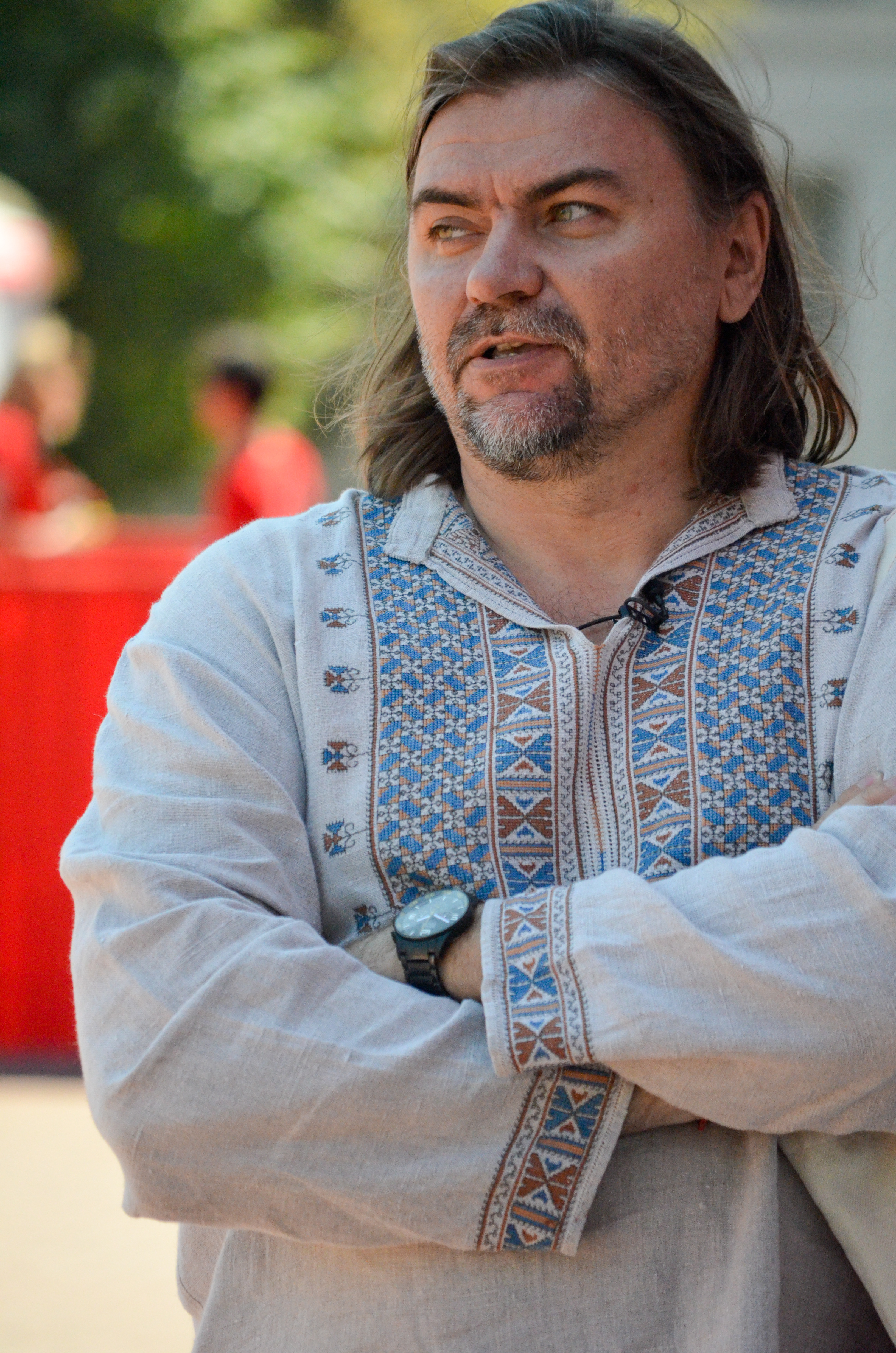
Regizorul în 2014

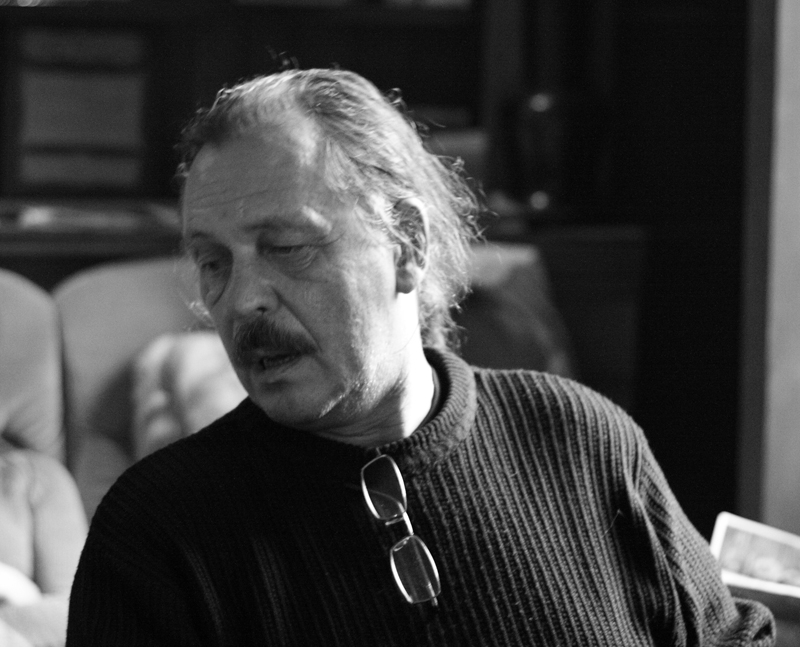
Coscenaristul Vasîl Porteak

### Pregătiri

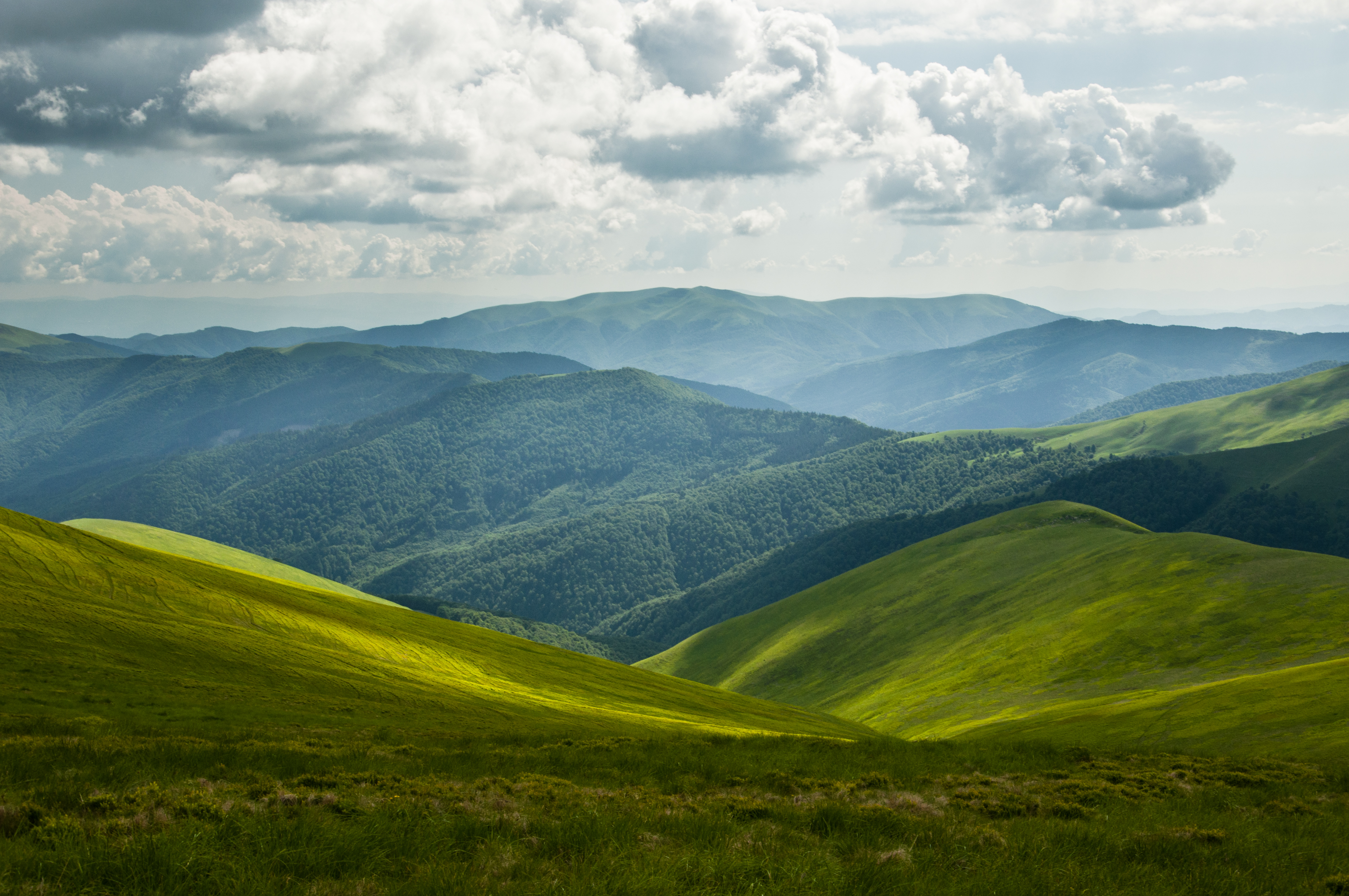
Masivul Svîdoveț din regiunea Transcarpatia

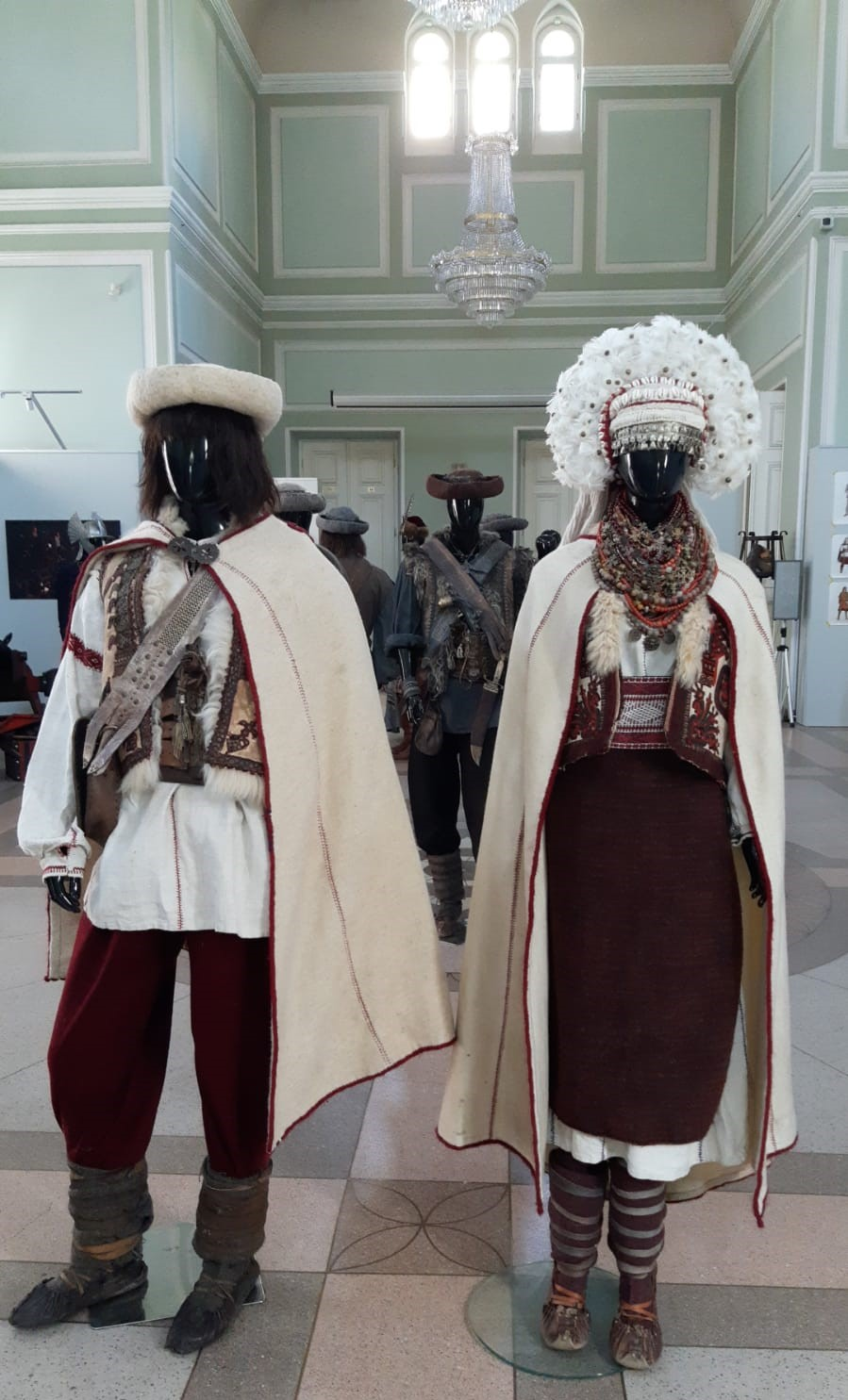
Expoziția de costume, elemente de recuzită și schițe de decor «Створити фільм ДОВБУШ» („Realizarea filmului Dovbuș”), septembrie 2023